# Джек Дісней
Джек Вейн Дісней (англ. Jack Wayne Disney; 15 червня 1930, Топіка, Канзас, США — 17 квітня 2024) — американський велосипедист, учасник змагань з гонок на треку на трьох Олімпійських іграх.

## Спортивна кар'єра
Джек Дісней займався велосипедним спортом, спеціалізуючись на спринті і шосейних гонках, а в зимовий час підтримував спортивну форму, займаючись ковзанярським спортом разом зі своїм молодшим братом Біллом Дісней.
На Олімпійських іграх 1956 в Мельбурні Джек виступав в спринті, а на Олімпійських іграх 1964 і Олімпійських іграх 1968 він брав участь в гонках на тандемах, але жодного разу в число призерів не потрапив.
В 1966 і 1968 роках Джек Дісней ставав чемпіоном США зі спринту, а в 1973 році зайняв друге місце. 1988 року введений у Залу слави велосипедного спорту США.

### Виступи на Олімпіадах
| Олімпіада     | Вид гонки         | Етап змагань/місце |
| ------------- | ----------------- | ------------------ |
| Мельбурн 1956 | спринт            | перший раунд/1     |
| Мельбурн 1956 | спринт            | чвертьфінал/2      |
| Токіо 1964    | гонки на тандемах | перший раунд/3     |
| Токіо 1964    | гонки на тандемах | втішний заїзд/2    |
| Мехіко 1968   | гонки на тандемах | перший раунд/2     |
| Мехіко 1968   | гонки на тандемах | втішний заїзд/2    |